# Урусово (Татарстан)
Урусово (тат. Үрсу) — деревня в Мензелинском районе республики Татарстан России. Входит в состав и является административным центром Урусовского сельского поселения.

## География
Деревня находится на правом берегу реки Тиргауш в месте впадения в неё реки Сурмятки, в 15 км на северо-запад от районного центра — города Мензелинск.

## История
Деревня известна с 1732 года и долгое время была заселена башкирами. Деревня принадлежала башкирам Салагушевской тюбы Байлярской волости, с 1866 года — Кузкеевской. В 1870 году население деревни — 399 башкир-вотчинников и 115 тептярей. Имелась мечеть и училище при ней.
В «Списке населенных мест по сведениям 1870 года», изданном в 1877 году, населённый пункт упомянут как деревня Урусова 5-го стана Мензелинского уезда Уфимской губернии. Располагалась при речке Тергауше, по правую сторону почтового тракта из Мензелинска в Елабугу, в 15 верстах от уездного города Мензелинска и в 2 верстах от становой квартиры в деревне Кузекеева (Кускеева). В деревне, в 90 дворах жили 514 человек (260 мужчин и 254 женщины, башкиры, тептяри), были мечеть, училище, водяная мельница. Жители занимались земледелием, скотоводством, плетением лаптей.
По сведениям переписи 1897 года, в деревне Урусова Мензелинского уезда Уфимской губернии жили 551 человек (291 мужчина и 260 женщин), из них 547 мусульман.
В советское время был образован колхоз, который в 1953 году объединился с сельхозартелью деревни Тулубаево, а в 1959 году — с колхозом деревни Гулюково. Укреплённое хозяйство назвали колхозом имени Вахитова.

## Население
В 1906 году население деревни составляло 716 человек. На 2010 год — 282 жителя, преимущественно татары.

## Известные жители
В Урусово родился писатель Фанзаман Баттал.

## Современное положение
В деревне действует Урусовская средняя общеобразовательная школа, детский сад «Карлыгач», фельдшерско-акушерский пункт, сельский дом культуры с библиотекой. Имеется отделение почтовой связи, участковый пункт полиции. Жилой фонд представлен индивидуальными жилыми домами с придомовыми земельными участками. Дома газифицированы.